# Astragalus tremolsianus
Astragalus tremolsianus är en ärtväxtart som beskrevs av Carlos Pau. Astragalus tremolsianus ingår i släktet vedlar, och familjen ärtväxter. Inga underarter finns listade i Catalogue of Life.